# Engineers' Club Building
El Engineers' Club Building, también conocido como Bryant Park Place, es un edificio residencial en 32 West 40th Street en el barrio Midtown Manhattan de la ciudad de Nueva York (Estados Unidos). Ubicado en el borde sur de Bryant Park, fue construido en 1907 junto con el Engineering Societies' Building contiguo. Sirvió como sede del Club de Ingenieros, una organización social formada en 1888. Fue diseñado por Henry D. Whitfield y Beverly S. King, de la firma Whitfield & King, en estilo neorrenacentista.
La fachada se divide en tres tramos horizontales. Los tres pisos más bajos comprenden una base de piedra de color claro, incluida una columnata con capiteles de estilo corintio. Encima de eso hay un eje de siete pisos con una fachada de ladrillo y cantoneras de piedra. La parte superior tiene una logia de doble altura y una cornisa con modillones. Alojó 66 dormitorios y salas de reuniones del Club de Ingenieros. A principios del siglo XX, se conectó con el Engineering Societies' Building.
El Engineers' Club Building fue financiado parcialmente por Andrew Carnegie, quien en 1904 ofreció el capital para una nueva casa club para las diversas sociedades de ingeniería de Nueva York. El Club de Ingenieros no quería compartir un edificio con las otras sociedades, por lo que se llevó a cabo un concurso de diseño arquitectónico para dos edificios de la casa club. El Engineers' Club Building sirvió como casa club hasta 1979, cuando se convirtió en una estructura residencial. El edificio se convirtió en un apartamento cooperativo llamado Bryant Park Place en 1983. Se agregó al Registro Nacional de Lugares Históricos en 2007, y la Comisión de Preservación de Monumentos Históricos de la Ciudad de Nueva York lo designó como un hito en 2011.

## Sitio
El Engineers' Club Building está en 32 West 40th Street en el vecindario de Midtown Manhattan en Nueva York. Ocupa un terreno rectangular con un frente de 15 m a lo largo de la calle 40, una profundidad de 30,10 m, y un área de 459,2 m². Estuvo conectado con dos edificios que le eran adyacentes: el 28 West 40th Street al este y el 36 West 40th Street al oeste. También, con el Engineering Societies' Building al sur.
El Engineers' Club Building mira hacia el límite sur de Bryant Park entre las avenidas Quinta y Sexta. En la misma cuadra están The Bryant y el 452 Fifth Avenue hacia el este; el Haskins & Sells Building al sur; y el American Radiator Building y Bryant Park Studios al oeste. Otros lugares cercanos incluyen la sucursal principal de la Biblioteca Pública de Nueva York al otro lado de la calle 40 hacia el norte, así como el Lord & Taylor Building hacia el sureste.
La cuadra que rodea la calle 40 había contenido casas adosadas de piedra rojiza durante la década de 1920. El Engineers' Club Building había reemplazado directamente dos casas adosadas de piedra rojiza en 32 y 34 West 40th Street. Cada una tenía cinco pisos de altura con un sótano inglés y estaba situada en un lote de 15 por 30 m. La manzana ya contaba con varios clubes sociales, entre ellos el Republican Club y el New York Club, ambos posteriormente demolidos. En conjunto, el Engineering Societies' Building y el Engineers' Club Building fueron como un centro para la industria de la ingeniería en los Estados Unidos durante principios y mediados del siglo XX. El área contigua incluía las oficinas de tres publicaciones de ingeniería en la calle 39, así como el laboratorio del miembro del Club de Ingenieros Nikola Tesla en 8 West 40th Street.

## Arquitectura
El Engineers' Club Building fue diseñado por Henry D. Whitfield y Beverly S. King, de la firma Whitfield & King, en estilo neorrenacentista. Tiene 13 pisos de altura, también citado como 12 pisos. También hay un sótano y un subsótano debajo de los pisos sobre el suelo. Ocupa todo su solar en la base. Por encima del tercer piso tiene forma de mancuerna, con patios de luz hacia el oeste y el este.

### Fachada

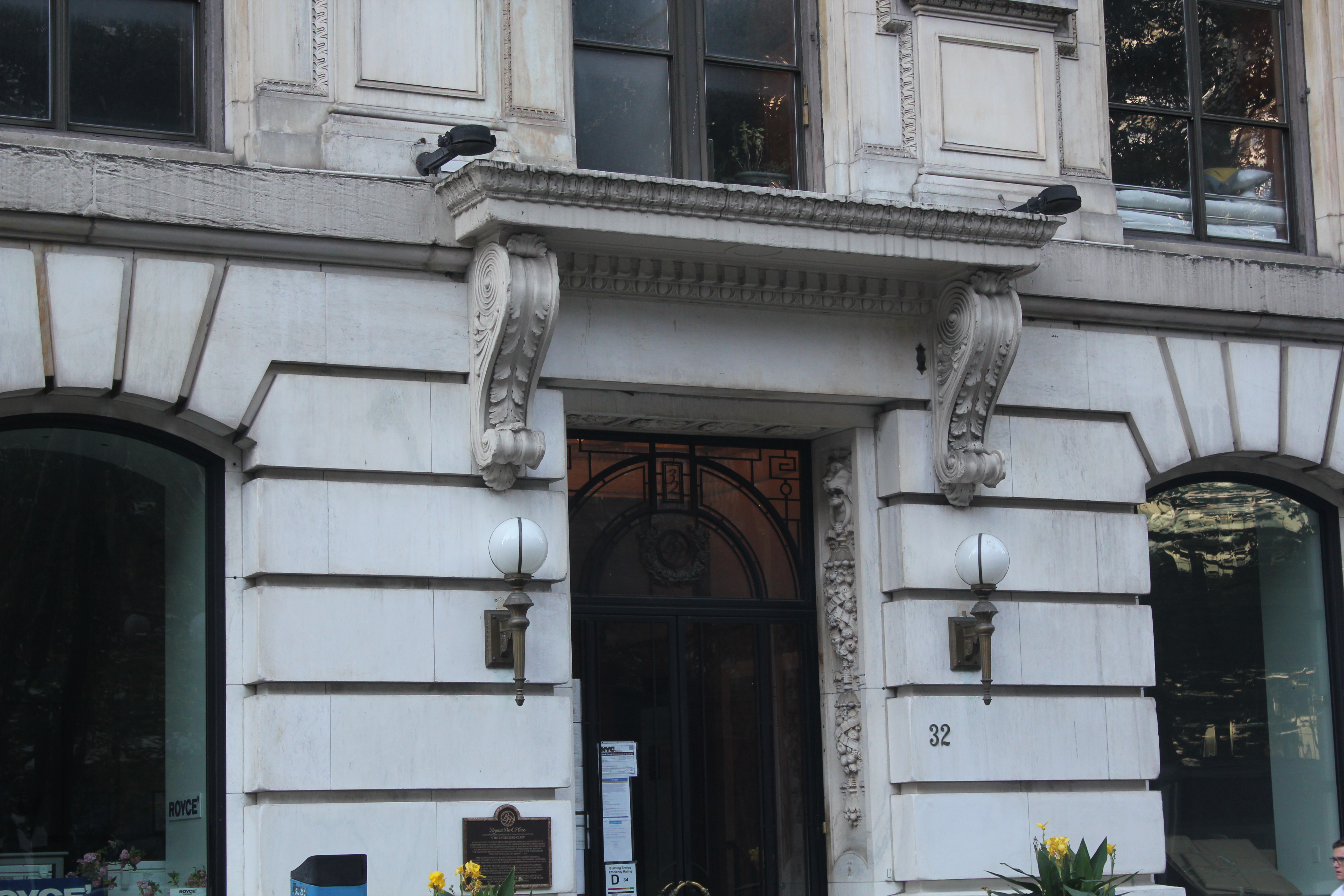
Detalle de la entrada

La fachada principal está en el norte, frente a la calle 40. Tiene tres tramos de ancho y está organizado en tres cuerpos horizontales: base, fuste y capitel. Utiliza una combinación de mármol blanco y ladrillo rojo. The New York Times escribió que el diseño "impresiona incluso al profano por su suntuosidad en extremo. Es dudoso que en otro lugar de este país exista un club tan lujoso".
Los tres pisos más bajos de la calle 40 están revestidos de piedra y cada uno tiene 5,8 m alto. La planta baja está diseñada con bloques rústicos y tiene una entrada central flanqueada por ventanas de arco de medio punto. Sobre la entrada hay grandes ménsulas de consola que llevan un entablamento. La entrada fue diseñada como un portal de 4,6 m de ancho, mientras que las ventanas a ambos lados son de 2 m de ancho y el doble de alto. Hay una placa que conmemora a Nikola Tesla, quien recibió una Medalla Edison IEEE en el edificio en 1917. Hay una columnata de estilo corintio de pilastras estriadas en el segundo y tercer piso, con capiteles en la parte superior de cada pilastra. Según la AIA Guide to New York City, las pilastras "le dan a esto una escala apropiada para la Biblioteca Pública de Nueva York de enfrente". Las ventanas del segundo piso tienen marcos de orejas, sobre los cuales hay entablamentos con guirnaldas. El tercer piso tiene ventanas de arco de medio punto con marcos tallados. Arriba hay un friso decorativo, así como una cornisa con dentellones.

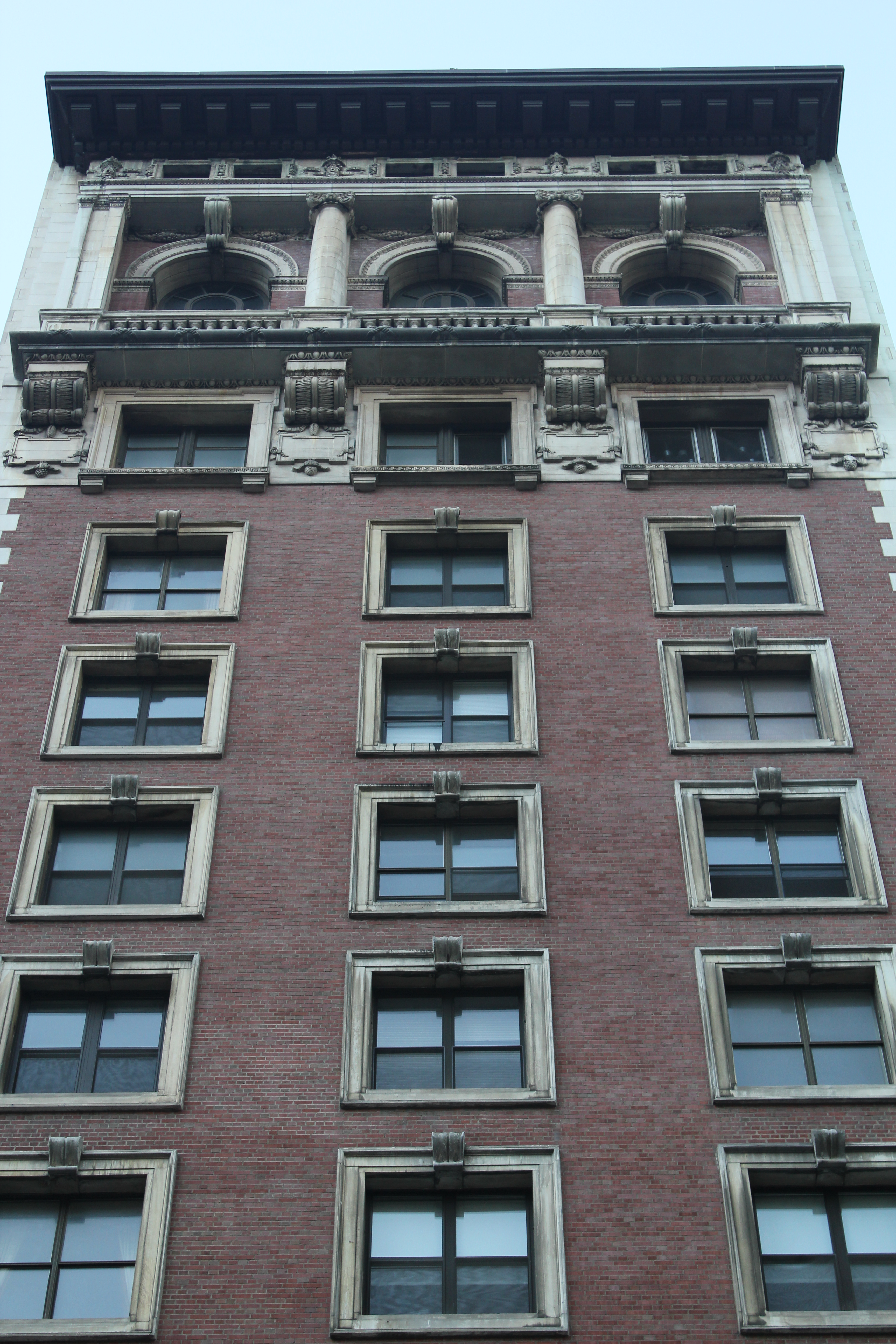
Pisos superiores de la fachada

En la calle 40, los pisos del cuarto al décimo están revestidos de ladrillo y los bordes exteriores de la fachada tienen cantoneras de piedra. Las ventanas son cuadradas y tienen marcos de mármol en su mayor parte. El cuarto piso es un piso de transición y consta de un entablamento de piedra. Cuatro urnas flanquean las ventanas del cuarto piso. En los pisos cuarto al noveno, hay un soporte de consola sobre cada ventana, que sirve como piedra angular. En el décimo piso, las ventanas están flanqueadas por escudos tallados. Una balaustrada de piedra corre sobre el décimo piso y se sostiene sobre ménsulas.
Los pisos superiores tienen una columnata de doble altura sostenida por columnas de piedra de estilo jónico. Los arcos tienen una disposición de ventanas ligeramente diferente en la base, y hay una pared de ladrillos detrás de cada columna. Encima de cada arco hay un soporte de consola que sostiene un ático. La fachada está rematada por una cornisa dentada que sostiene un balcón de piedra. Las elevaciones oeste y este son visibles sobre el quinto piso y en su mayoría están revestidas de ladrillo simple con algunas ventanas. Hay pozos de aire en ambas elevaciones y una escalera de incendios en la elevación occidental. El Engineers' Club Building también se adjuntó a los edificios inmediatamente adyacentes a ambos lados. Hacia el este, se une a una estructura de ladrillo y piedra rojiza en 28 West 40th Street, que tiene cuatro pisos y un ático. Al oeste hay una estructura de ladrillo sobre un escaparate de piedra en 36 West 40th Street.

### Características
El edificio cuenta con escaleras de servicio y tres ascensores, que van desde el sótano hasta el techo; un ascensor está diseñado para carga y los otros dos son para pasajeros. Estos últimos tienen capacidad para 12 a 15 personas y originalmente se saltaban el tercer piso, mientras que el ascensor de carga sí sirve a todo el edificio. También había un montacargas, que conectaba el vestíbulo, el salón del club y el piso de billar. Además de los trece niveles sobre el suelo hay dos de sótano. El primer sótano tenía un baño, algunas salas de almacenamiento y una zona para el personal, mientras que el subsótano tenía la planta mecánica con calefacción, luz, electricidad y refrigeración.

#### Pisos inferiores

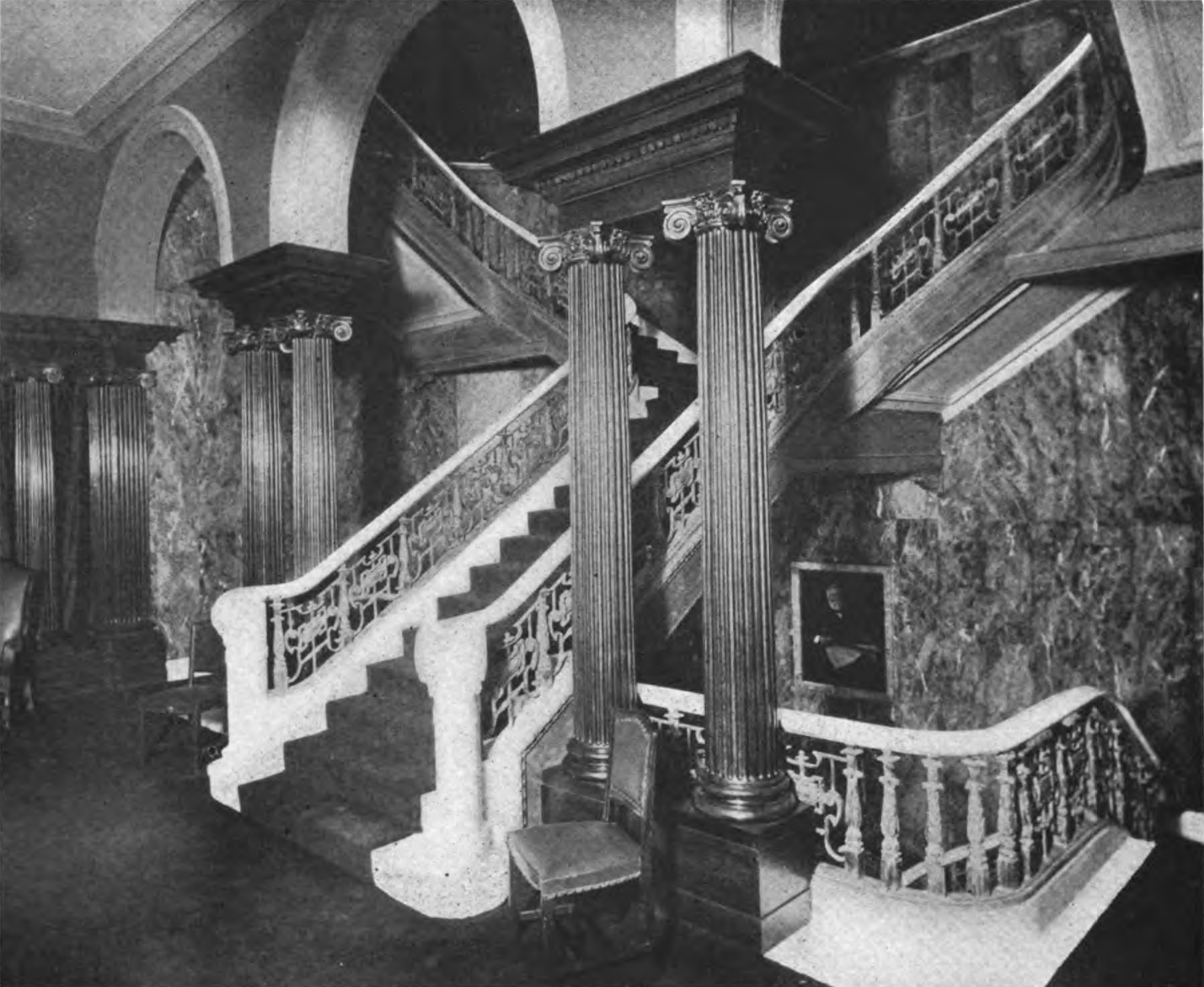
Gran escalera desde el vestíbulo

La entrada principal conduce a una sala, que a su vez está conectada con el vestíbulo. Los pilares del vestíbulo y las columnas jónicas de madera; el muro y los capiteles de las columnas son de mármol; y el techo moldurado es de yeso. A la izquierda estaba la sala de recepción para los visitantes, mientras que a la derecha estaba la sala de escritura para los miembros, que tenía muebles como escritorios y buzones. La sala de recepción tenía una altura de 6,1 m con decoraciones predominantemente de mármol. Contiguo a un guardarropa que podía almacenar al menos 500 prendas de vestir, y el escritorio contiguo a una oficina de administración. La planta baja también tenía un bar, un puesto de cigarros, cuatro cabinas telefónicas y un pequeño baño. Al final del pasillo había un café con parrilla, así como una conexión con el Engineering Societies' Building. Ambos lados del vestíbulo se han convertido en tiendas. La antigua parrilla en la parte trasera del vestíbulo se convirtió en un apartamento con un techo de 4 m de altura.
Una gran escalera conduce desde el lado oeste del vestíbulo cerca del centro de la casa. La escalera tiene montantes tallados, así como un pasamanos con adornos de metal. Se divide en dos patas sobre el vestíbulo, sirviendo a los rellanos del segundo y tercer piso. En la escalera estaba colgado un óleo del empresario Andrew Carnegie, que financió parte de la construcción. El rellano del tercer piso tiene un techo de yeso, una claraboya ovalada de vidrio coloreado y paredes de madera. El lucernario de 18 m de altura ilumina el vestíbulo.
El segundo piso se dedicó a un salón en el frente y una biblioteca en la parte trasera. El salón no tenía columnas en todo su ancho. Se colocaron dos grandes chimeneas en el salón, una a cada lado, y las ventanas de la calle 40 proporcionaban una amplia iluminación. La biblioteca contaba con un óleo de John Fritz, así como estanterías en los cuatro costados, con capacidad para 18 000 volúmenes. El tercer piso tenía una sala de billar lo suficientemente grande como para acomodar seis mesas. Estaba rodeado por una plataforma de unos 20 cm de alto, con bancos para espectadores, y tenía una chimenea ornamental en cada extremo. En la parte trasera del tercer piso había tres grandes salas, una para las cartas, el comité de la casa y la junta de gobernadores. Si bien estos espacios se convirtieron en apartamentos a fines del siglo XX, conservan muchos detalles del diseño original. El salón y la biblioteca del segundo piso se convirtieron en cuatro apartamentos, uno de los cuales tenía un entrepiso y una chimenea original.

#### Pisos superiores
Los pisos cuarto al noveno tenían 66 habitaciones, y se planificaron para que estas se pudieran usar en suite o por separado. Cada dormitorio tenía un baño adjunto o estaba conectado a uno. También se proporcionaron un baño, un baño y una ducha comunes en el pasillo principal de cada piso. Después de 1979, los antiguos dormitorios se reorganizaron en apartamentos. La unidad 4G, un apartamento de un dormitorio descrito por el sitio web Curbed New York como un "mini-Versalles ", está decorado con murales pintados a mano por doquier.

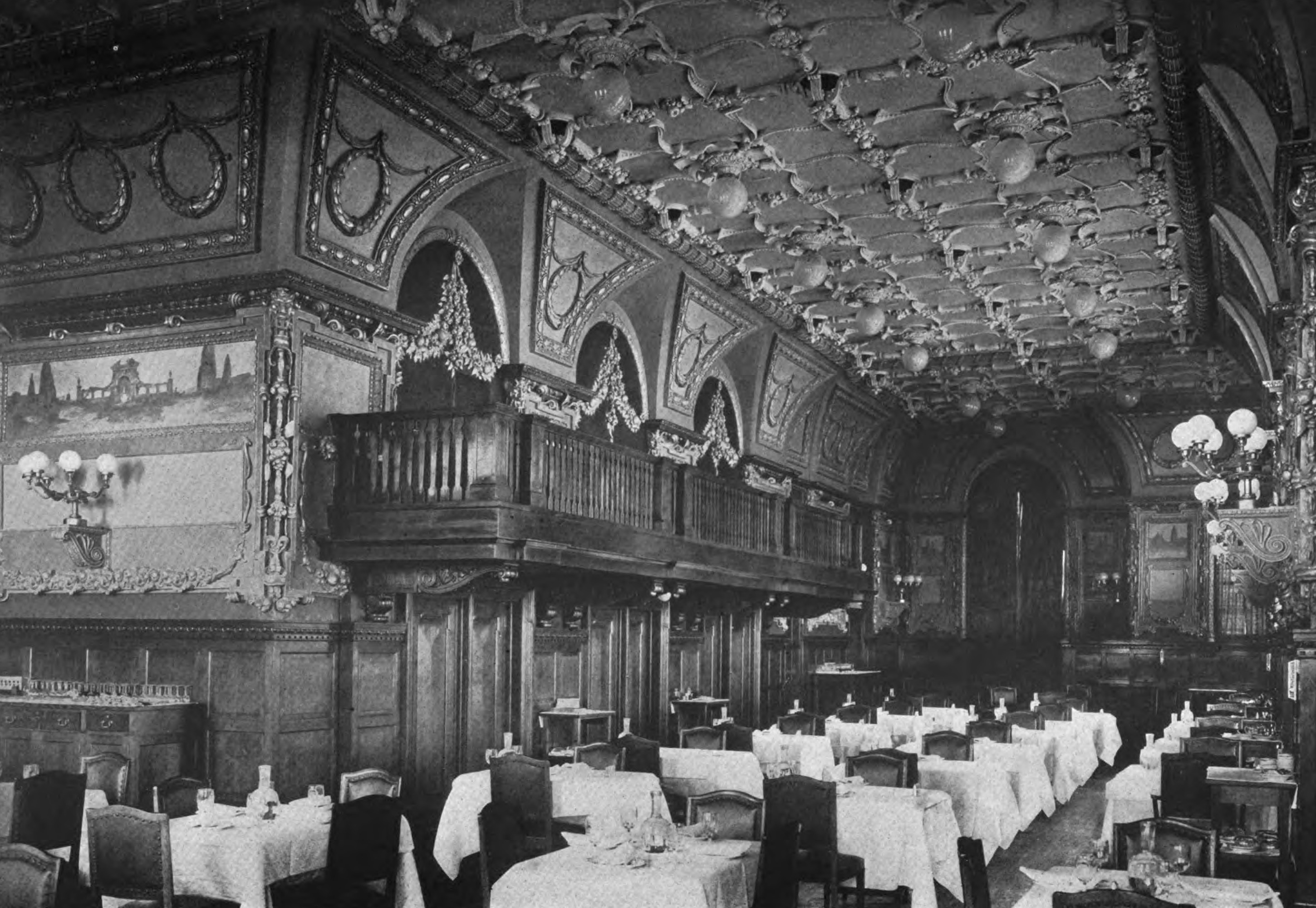
Comedor

Por encima de los pisos de los dormitorios estaban los pisos del comedor. El décimo piso tenía dos grandes comedores privados y una espaciosa sala de recepción en el frente. Junto a los ascensores había una sala de desayunos, que también podía utilizarse para grandes cenas privadas. Esta estaba conectada por un puente cubierto con el noveno piso del Engineering Societies' Building. El décimo piso también tenía sus propias salas de servicio y una "sala de tapices". El piso 11 tenía un comedor con capacidad para 300 personas. Al otro lado del patio de luces del este había un balcón para el personal de servicio. La sala de banquetes se abre al balcón con vista a Bryant Park. El piso 12 era enteramente para el personal de servicio. Tenía una cocina principal en la parte trasera, junto a una carnicería y un frigorífico. Estos pisos también se han convertido en apartamentos pero conservan gran parte de su antigua decoración de madera. Un apartamento tiene un entrepiso.
Aproximadamente la mitad de la planta del ático/techo se reservó para un jardín abierto en la azotea, mientras que la parte trasera de ese piso tenía habitaciones de servicio. Los ascensores iban directamente al jardín de la azotea, y dos escaleras iban al ático, una para los trabajadores que subían y bajaban las escaleras. Parte del jardín de la azotea estaba encerrado en vidrio. El ático tenía cocina, sala de refrigeración, dormitorios de servicio y comedores de servicio. Durante las décadas de 1940 y 1950, el ático tenía una masajista y una barbería. El ático moderno tiene dos áticos dúplex.

## Historia
En 1888, se fundó el Club de Ingenieros de Nueva York en la casa club de la Sociedad Estadounidense de Ingenieros Civiles (ASCE) en la calle 23. El Club de Ingenieros se mudó a su propio espacio en la calle 29 en abril siguiente; su objetivo era "abrazar a todos los Estados de la Unión, así como a Canadá y México". El club fue pensado como un club social e inicialmente tenía 350 miembros, pero su constitución permitía hasta 1000. The New York Times escribió en 1891 que "un sinfín de hombres prominentes han asegurado la admisión" al club, que había crecido a 650 miembros en 1896. Como resultado de su rápido crecimiento, ese año se mudó a la mansión Drayton en la Quinta Avenida y la Calle 35. Incluso después de esa reubicación, la membresía del club había aumentado a 769 a fines de 1898, lo que llevó a los funcionarios del club a encuestar a los miembros sobre la construcción de una casa club más grande.

### Desarrollo

#### Adquisición del sitio
En 1902, la junta directiva del club decidió por unanimidad construir una nueva sede y recaudar fondos para construirla. Al año siguiente, la junta formó Engineers' Realty Company y pidió a todos los miembros que compraran acciones de esa empresa. Para entonces, el club había alcanzado el límite de 1000 socios y hubo que aumentarlo. La Engineers' Realty Company compró un par de viviendas en 32 y 34 West 40th Street de William M. Martin en febrero de 1903. La gerencia del club citó la proximidad del sitio a las opciones de tránsito, el Distrito de los Teatros y la Quinta Avenida como razones para seleccionar el sitio de la calle 40 para su casa club. El sitio también pasaría por alto Bryant Park y el edificio principal de la biblioteca en construcción. El Club de Ingenieros compraría la propiedad de la Compañía de Bienes Raíces de Ingenieros sujeta a una hipoteca de 110 000 dólares. La compañía de bienes raíces recibiría 1,150 bonos del club, cada uno con un valor a la par de 100 dólares y un vencimiento de 20 años; la compañía de bienes raíces distribuiría un bono a cada accionista y luego se disolvería a partir de entonces.
Andrew Carnegie adquirió cinco lotes de terreno en la calle 39, que miden 38 por 30 m, en mayo de 1903. Carnegie los había adquirido específicamente porque estaban directamente detrás del Club de Ingenieros. Carnegie ofreció donar 1 millón de dólares (unos 23,7 millones en 2020) para financiar la construcción de una casa club para varias sociedades de ingeniería en ese sitio. El edificio de ingeniería albergaría la Sociedad Estadounidense de Ingenieros Mecánicos (ASME), el Instituto Estadounidense de Ingenieros de Minas (AIME) y el Instituto Estadounidense de Ingenieros Eléctricos (AIEE). Originalmente, el Club de Ingenieros iba a ocupar un espacio en el edificio de ingeniería. Sin embargo, esto se consideró logísticamente prohibitivo, por lo que se desarrollaron dos edificios conectados en la parte trasera.
En marzo de 1904, Carnegie aumentó su donación a 1,5 millones de dólares (unos 34,6 millones en 2020). El obsequio iba a ser compartido tanto por el club como por las sociedades, con 450 000 dólares para el Club de Ingenieros y 1 050 000 dólares para las sociedades de ingenieros. El regalo de Carnegie solo cubrió los costos de los respectivos edificios, y el club y las sociedades tuvieron que comprar sus propios lotes de tierra respectivos. La Engineers' Realty Company transfirió formalmente el terreno al Club de Ingenieros en agosto de 1904. El sitio del Club de Ingenieros costó 225 000 dólares.

#### Diseño y construcción
Después del regalo de Carnegie, ASME, AIME, AIEE y el Club de Ingenieros formaron un Comité de Conferencia para planificar los nuevos edificios. Debido a la fama internacional de Carnegie y su gran regalo, el proceso de diseño iba a ser "un asunto semipúblico de importancia más que ordinaria". El Comité de la Conferencia lanzó un concurso de diseño arquitectónico en abril de 1904, otorgando 1 000 dólares cada uno (unos 23,7 millones en 2020) a seis firmas de arquitectura de larga data que presentaron planos. A otros arquitectos se les permitió presentar planos de forma anónima y sin compensación. Cualquier arquitecto era elegible si realmente había practicado la arquitectura con su nombre real durante al menos dos años. Los cuatro mejores proyectos de arquitectos no invitados recibirían un premio económico. William Robert Ware fue contratado para juzgar la competencia.
En julio de ese año, el comité examinó más de 500 dibujos presentados para los dos sitios. Whitfield & King, una empresa relativamente poco conocida que, no obstante, había sido invitada formalmente, fue la ganadora. El nepotismo puede haber sido un factor en la comisión del Club de Ingenieros, ya que Carnegie estaba casado con la hermana de Whitfield, Louise. Hale & Rogers y Henry G. Morse, que no habían sido invitados formalmente, fueron contratados para diseñar el Engineering Societies' Building.
En septiembre de 1904, F. M. Hausling Company estaba realizando las demoliciones previas a la construcción, y Whitfield & King estaban preparando los planos. Los planos se presentaron ante el Departamento de Edificios de la Ciudad de Nueva York en enero de 1905, con un costo proyectado de 500 000 dólares. Después de que se despejó el sitio, se comenzó a trabajar en la estructura de acero en septiembre de 1905. Durante una ceremonia informal el 24 de diciembre de 1905, Louise Carnegie colocó la piedra angular, que tenía una cápsula llena de varios artefactos contemporáneos. Los arquitectos, funcionarios de alto rango del club y Andrew Carnegie asistieron a la ceremonia. En ese momento, la estructura de acero había llegado al noveno piso y la fachada se había construido hasta el tercero. A pesar de una huelga de trabajadores siderúrgicos a principios de 1906 y una huelga de yeseros en noviembre, el trabajo se completó según lo previsto. La Asociación de Bibliotecas de Ingenieros Mecánicos alquiló un espacio de oficinas en el Engineers' Club Building.

### Club
La casa club abrió el 25 de abril de 1907, con una ceremonia a la que asistieron 1500 invitados. La nueva casa club involucró un gasto de 870 000 dólares, de los cuales el edificio en sí costó 550 000. Además del costo de 225 000 dólares del sitio, los miembros del club tuvieron que recaudar 175 000 dólares. Los medios de comunicación de la época describieron la casa club como "la mejor del país". Un diario de la época describió que el club tenía 1750 miembros y una "larga lista de espera". El Engineers' Club Building se inauguró formalmente el 9 de diciembre de 1907, con un discurso humorístico de Mark Twain. Los miembros del club a lo largo de los años incluyeron al propio Carnegie, así como a Nikola Tesla, Thomas Edison, Henry Clay Frick, Herbert Hoover, Charles Lindbergh, Cornelius Vanderbilt y Henry Herman Westinghouse.

#### De 1900 a 1940
En sus primeros años, el edificio albergaba eventos como una exposición de arte impresionista, una cena sobre el City Beautiful Movement, y una reunión en la que Edison rechazó el Premio Nobel de Física de 1911 como un "premio a los pobres inventores". Para 1909, el club tenía 2000 miembros, un aumento del 35 por ciento con respecto a los tres años anteriores. En un informe emitido por la Junta Directiva del club al año siguiente, esta señaló que se había alcanzado la membresía máxima. La junta recomendó que se construyeran nuevas instalaciones para la creciente membresía. En 1913, se presentaron planes para una adición de seis pisos en 23 West 39th Street, sobre la entrada de carruajes del Engineering Societies' Building. Esta estructura debía contener dormitorios, baños y un restaurante. La adición fue diseñada por Beverly King. Las Sociedades Unidas de Ingeniería acordaron permitir que el Club de Ingenieros use el muro este del Engineering Societies' Building como muro de carga. Las partes también acordaron compartir los pasillos detrás de ambos edificios y construir un muelle de carga de acero y vidrio para la carga.
El anexo de la calle 39 se inauguró en abril de 1915 y la casa club se siguió utilizando para eventos importantes posteriores. La casa club se inundó en abril de 1917 debido a la ruptura de una tubería principal de agua en la calle 40. Los pisos superiores de la casa club sufrieron un incendio en diciembre de 1919, lo que causó daños por un valor de 100 000 dólares. La casa club continuó expandiéndose en años posteriores. En 1920, el Club de Ingenieros compró una casa en 36 West 40th Street en 1920 de la familia Janeway, con la intención de utilizar el sitio como oficinas. Tres años más tarde, el club compró 28 West 40th Street a la familia Wylie. El número 36 se utilizó como oficina y tiendas y el número 28 se utilizó como sala de estar y dormitorios adicionales. Las actividades de la casa club incluyeron un discurso de 1924 en el que Charles Algernon Parsons sugirió cavar un pozo de 19 km para la investigación científica, así como una observación de un eclipse lunar en 1925.

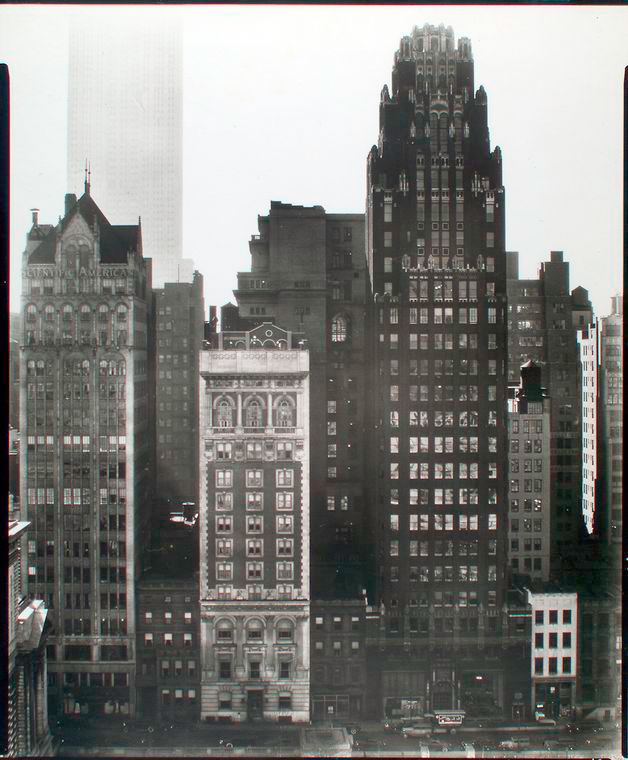
Visto hacia 1935, con el Scientific American Building (20 West 40th Street) a la izquierda y el American Radiator Building (40 West 40th Street) a la derecha

El Club de Ingenieros propuso una vez más expandir sus instalaciones en 1936, esta vez erigiendo un edificio de oficinas de 16 pisos en el sitio adyacente en 28 West 40th Street. Esta expansión nunca se construyó. En 1946, se contrató a la empresa del difunto arquitecto Thomas W. Lamb para renovar el Engineers' Club Building. Esto llevó al gobierno del estado de Nueva York a acusar a la empresa de Lamb de practicar arquitectura ilegalmente. Estos cargos finalmente se retiraron.

#### De 1950 a 1970
En la década de 1950, el Engineering Societies' Building y el Engineers' Club Building estaban sobrecargados, en gran parte debido a su propio éxito. Un artículo de The New York Times de 1955 describió los edificios como "el punto focal de la ingeniería mundial", y el Club de Ingenieros albergaba cenas e invitados de diferentes latitudes. Las sociedades de ingeniería del edificio vecino de la calle 39 habían considerado originalmente mudarse a Pittsburgh. Para 1956, las sociedades planeaban quedarse en la calle 39, construyendo una entrada desde la calle 40 en una propiedad del Club de Ingenieros. Las sociedades de ingeniería finalmente vendieron su edificio en 1960. Esto marcó el declive del antiguo centro de ingeniería que se había centrado en Bryant Park.
Se colgó un retrato al óleo de Herbert Hoover en una ceremonia en un pasillo, que recibió su nombre en honor a Hoover. La casa club continuó albergando eventos en los años 1960 y 1970, como un discurso sobre la donación de libros de ingeniería a países en desarrollo y una discusión sobre señales de tráfico eléctricas. Para 1972, Mechanical Engineering dijo que el club "mira con confianza hacia el futuro". En ese momento, el Club de Ingenieros era la única casa club que quedaba en la cuadra. Aun así, el club atravesaba dificultades financieras durante este tiempo. El Club de Ingenieros finalmente se declaró en bancarrota en junio de 1977, y se vio obligado a liquidar muchos de sus muebles y decoraciones durante el año siguiente. También puso a la venta su sede principal y sus tres edificios auxiliares, en 28 y 36 West 40th Street y 23 West 39th Street.

### Época residencial
En 1979, el desarrollador David Eshagin compró el Engineers' Club Building, quien lo convirtió para uso residencial según los planos del arquitecto Seymour Churgin. Las unidades del ático se convirtieron en penthouses que cubrían una mayor parte del techo que en el diseño original. Se conservaron algunos de los espacios originales, incluida la escalera principal entre el primer y el tercer piso, así como algunos de los espacios comunes más grandes, que se utilizaron como pasillos. Los espacios más altos se dividieron en apartamentos dúplex con dormitorios en balcones; un artículo del New York Daily News describió los apartamentos como "de forma extraña" pero con "mucho más carácter que las habituales cajas de zapatos insípidas de la mayoría de los apartamentos de Nueva York". El edificio remodelado inicialmente se llamó "Las Columnas", por las columnas en su base, y tenía escaparates en la planta baja. En 1981, uno de los escaparates de la planta baja tenía una floristería.
El edificio se convirtió en una cooperativa de vivienda en 1983. Los penthouses sobre el piso 12, que datan de 1980, se ampliaron a apartamentos dúplex hacia 1992. La fachada se estaba degradando en la década de 1990 y se contrató a Midtown Preservation para restaurarla. La cooperativa originalmente deseaba reutilizar el mármol, pero resultó poco práctico cuando la piedra se rompió mientras los restauradores la retiraban. Posteriormente, el material de la fachada se sustituyó por fibra de vidrio, aunque la escalera interior de mármol permaneció intacta. Las cornisas sobre el tercer piso y el balcón del piso 11 se remplazaron por fibra de vidrio. Además, se repusieron las dovelas, los arcos y la cornisa del piso 12. La restauración costó 350 000 dólares. El exterior se restauró aun más en 2001.
En el siglo XXI, la cooperativa de 82 unidades del Engineers' Club Building se llamó Bryant Park Place. En 2007, se agregó al Registro Nacional de Lugares Históricos, junto con el Engineering Societies' Building, como el "Engineering Societies' Building and Engineers' Club" (lit. Club de Ingenieros y Construcción de Sociedades de Ingeniería). El mismo año, la junta cooperativa de Bryant Park Place colocó una placa a la izquierda de la entrada principal, que describe la historia del edificio. Para 2010, Bryant Park Place tenía una tienda de ropa para mujeres, SoHo Woman on the Park. La Comisión de Preservación de Monumentos Históricos de la Ciudad de Nueva York designó el Engineers' Club Building como un hito de la ciudad el 22 de marzo de 2011. Si bien el exterior está protegido bajo ese estatus, nolo están los interiores, que se han modificado.